# Stillwater (Minnesota)
Stillwater é uma cidade localizada no estado americano de Minnesota, no Condado de Washington.

## História

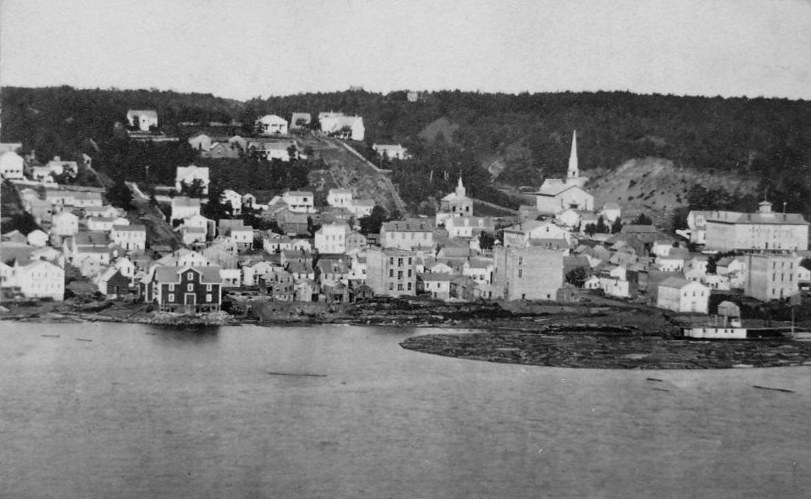
Stillwater c. Década de 1860.

Em 29 de julho e 29 de setembro de 1837, foram assinados tratados entre o governo dos EUA e as nações locais Ojibwa e Dakota, que permitiram a colonização no Vale de St. Croix. A cidade foi fundada por colonos atraídos pelo tráfego abundante e fluvial da região, tornando-a uma das cidades mais antigas de Minnesota, precedendo Minneapolis por vários anos. Stillwater foi oficialmente incorporada como cidade em 4 de março de 1854.
Stillwater é muitas vezes referida como o berço do Minnesota. Em 1848, uma convenção territorial que começou o processo de estabelecer Minnesota como um estado foi realizada em Stillwater, na esquina da Myrtle e Main Streets. Minnesota tornou-se oficialmente um território em 1849 e um estado em 1858.
Como mais evidências da importância de Stillwater na época, a convenção selecionou três importantes cidades do Minnesota como locais para três importantes instituições públicas: Minneapolis obteve a Universidade de Minnesota, Saint Paul tornou-se a capital e Stillwater o local da primeira prisão do território. A Prisão Territorial de Minnesota (mais tarde a Prisão Estadual de Minnesota) foi aberta em 1853. A prisão abrigou Cole, Jim e Bob Younger, três dos irmãos mais novos da Gangue James-Younger.
A madeireira era a indústria predominante no Vale do Rio St. Croix na segunda metade do século XIX, e por muitos anos os registros foram enviados pelo St. Croix, coletados no Local de Boom de Saint Croix, a duas milhas a montante de Stillwater, e processados nas muitas serrarias de Stillwater. Os barcos a vapor foram usados amplamente entre 1860 e 1890, e alguns ainda são usados para entretenimento hoje em dia.
Em 18 de outubro de 1921, Charles Strite inventou a torradeira de pão automática em Stillwater. Em 1926, a Toastmaster Company começou a comercializar a primeira torradeira doméstica usando uma versão redesenhada da Strite's.
Em 1996, a cidade de Stillwater entrou em um acordo com Stillwater Township para anexar a terra. Em 2015, o conselho da cidade de Stillwater aprovou a anexação do último dos terrenos abrangidos pelo acordo. A fronteira oeste da cidade é agora Manning Avenue (County Road 15). A fronteira norte é agora principalmente, mas não inteiramente, a Minnesota Highway 96.

## Demografia
Segundo o censo americano de 2000, a sua população era de 15 143 habitantes. Em 2006, foi estimada uma população de 17 781, um aumento de 2 638 (17,4%).

## Geografia
De acordo com o United States Census Bureau tem uma área de 19,0 km², dos quais 16,8 km² cobertos por terra e 2,2 km² cobertos por água. Stillwater localiza-se a aproximadamente 293 m acima do nível do mar.

## Na mídia
- No filme Mighty Ducks, um dos dois "irmãos bash", Fulton Reed (interpretado por Elden Henson), é de Stillwater.
- Em Juno, Bren MacGuff menciona a compra de um item feminino caro em uma loja Stillwater.
- No episódio de Supernatural "The Purge", Sam e Dean seguem para Stillwater quando um comedor competitivo morre misteriosamente em circunstâncias impossíveis.
- A totalidade do filme The Unearthing acontece em Stillwater e a história gira em torno de uma lenda fantasma local.

### Filmes gravados em Stillwater
- Grumpy Old Men (1993)
- The Cure (1995)
- Grumpier Old Men (1995)
- Fargo (1996)
- Beautiful Girls (1996)
- Overnight Delivery (1998)
- Paperboys (2001)

## Localidades na vizinhança
O diagrama seguinte representa as localidades num raio de 12 km ao redor de Stillwater.